# Николае-Шербан Танашока
Николае-Шербан Танашока (на румънски: Nicolae-Șerban Tanașoca) е румънски учен – историк, класически филолог, византолог и балканист.

## Биография
Роден е в Букурещ на 3 октомври 1941 година в арумънско семейство, произхождащо от берското влашко село Долно Шел. По майчина линия е потомък на Думитру Бадралекси и Алекси Барда (наричан още Бадралекси), основателят на град Каливиле ал Бадралекси - Долно Шел. В 1964 година завършва Букурещкия университет, а в 1979 година и защитава докторат в него по класическа филология. Специализира византология и балканистика в Института за изследване на Югоизточна Европа на Румънската академия на науките.
Започва работа в същия институт през 1964 година, като в 1997 – 1999 и от 2008 година е негов директор. От 1993 до 1994 година е доцент по византология, сравнително литературознание и гръцки език в Катедрата по класически езици на Букурещкия университет. От 1997 година е професор в Катедрата по история и теория на изкуството и в катедрата ЮНЕСКО за следдипломни югоизточноевропейски изследвания в Националния университет по изкуството в Букурещ по обща и сравнителна литература, гръко-римски класицизъм, византология и балканистика. От 2004 до 2006 година е ръководител на катедрата по история и теория на изкуството.
Танашока е виден привърженик на идеята за реставрация на конституционната монархия в Румъния. В 2008 година е награден от крал Михай I с кръста на кралския дом.
До смъртта си на 7 април 2017 година е първи вицепрезидент на Обществото за македонорумънска култура.